# Faucon de Cuvier
Falco cuvierii
Espèce
Statut CITES
Statut de conservation UICN

 LC  : Préoccupation mineure
Le Faucon de Cuvier (Falco cuvierii) est une espèce africaine de rapaces diurnes de la famille des Falconidae. Il a été décrit par Smith en 1830. Il n'existe pas de sous-espèces connues à ce jour. En 2001, Ferguson-Lees et Christie estimaient que la population avait un effectif supérieur à 10 000 individus. Il se nourrit principalement d'insectes.

## Description
Le plumage des ailes est gris ardoise tout comme la tête et les joues. Le cou ainsi que la partie inférieure de la tête sont blancs. Les culottes sont brunes (parfois jusqu'à un roux cuivré). Le ventre est brun roux et légèrement moucheté de noir, de même que le dessous des ailes qui est lui par contre finement rayé de jais. Les plumes de la queue ainsi que les primaires abordent des teintes grises, allant d'un blanc terne à un gris sombre. Les serres ainsi que la cire des yeux, et le cercle orbital sont d'un jaune vif. Le bec est gris foncé, brillant et les yeux sont noirs. La taille est de 26 à 31 cm, le poids est compris entre 125 et 224 grammes (entre 125 et 178 pour le mâle et 186 et 224 pour la femelle), l'envergure se situe elle entre 60 et 73 centimètres.

## Nomenclature
Ce faucon a été dédié à Georges Cuvier (1769-1832), naturaliste français.

## Habitat
Cet oiseau vit en Afrique subsaharienne. Il ne vit pas à plus de 3000 mètres d'altitude. Il vit dans la savane ou dans la forêt. Son habitat est menacé par la surpâturation et la déforestation. 